# Carl Riegel
Carl Riegel (* 6. Januar 1897; † 26. November 1970) war ein deutscher Fußballspieler.

## Karriere

### Vereine
Riegel begann beim FC Pfeil Nürnberg mit dem Fußballspielen, bevor er 1914 vom 1. FC Nürnberg als Mittelfeldspieler verpflichtet wurde.
Er galt als kluger und geschmeidiger Techniker. Man gab ihm auch den Spitznamen Die Spinne, weil er mit seinem Kombinationsspiel die Gegner quasi in sein Netz einfing. Schwächen hatte er aber im Kopfball und wenn es körperbetont zur Sache gehen musste.
Mit dem 1. FC Nürnberg konnte er auch gleich die erste deutsche Meisterschaft nach dem Ersten Weltkrieg erringen. Gegen den Erzrivalen SpVgg Fürth gewann man 1920 2:0. In diesem Endspiel standen sich auch die beiden besten deutschen Mannschaften jener Zeit gegenüber. Kein Wunder also, dass die Nationalmannschaft sich hauptsächlich aus Spielern dieser beiden Clubs bildete. Und auch „Carla“ Riegel profitierte davon.
Auch 1921 konnte der Club die deutsche Meisterschaft erringen. Vorwärts 90 Berlin hatte beim 5:0 nicht die Spur einer Chance. Die Nürnberger hätten sogar noch höher gewinnen können, allerdings beschränkten sie sich darauf, das Publikum mehr mit Kabinettstückchen zu begeistern. Im darauffolgenden Endspiel um die Festlandsmeisterschaft spielte man sogar gegen Sparta Prag unentschieden. Es gab also auf dem europäischen Festland kein Team, das die Nürnberger besiegen konnte.
Es folgte das Jahr 1922 mit seinen beiden denkwürdigen Endspielen und keinem Sieger. Zweimal spielten der Hamburger SV und der 1. FC Nürnberg gegeneinander, zweimal stand es nach der Verlängerung unentschieden. Das zweite Spiel musste dann sogar abgebrochen werden, weil die Nürnberger nicht mehr genug Spieler auf dem Platz hatten. Zunächst wurde Willi Böß vom Platz gestellt, dann verlor Anton Kugler fünf Zähne bei einem Zusammenprall, dann wiederum wurde Heinrich Träg vom Platz gestellt und Luitpold Popp musste ebenfalls verletzt vom Platz. Da blieb Schiedsrichter Peco Bauwens nicht anderes übrig, als das Spiel abzubrechen. Der Hamburger SV wurde dann zum Sieger erklärt verzichtete aber später auf diesen dann geschenkten Titel. Den holten sie dafür 1923 nach.
1924 trafen sich Carl Riegel mit seinen Nürnbergern und der HSV erneut im Endspiel wieder. Diesmal war der Club wieder nicht zu bezwingen und gewann 2:0.
1925 gewann der Club erneut die Meisterschaft, aber diesmal war es schweres Stück Arbeit gegen FSV Frankfurt. 1:0 hieß es erst nach der Verlängerung. Carl Riegel, dessen Markenzeichen eine bis an die Knie reichende engröhrige und ausgewaschene Hose war, hätte das Spiel schon in der 53. Minute entscheiden können, aber sein Elfmeter wurde vom Frankfurter Torwart Jean Koch gehalten.
Aber dieses Spiel war ein erstes kleines Zeichen, dass die glorreichen Zeiten des Clubs allmählich endeten. Schon in der Meisterschaft 1925/26 schied das Team bereits in der bayerischen Meisterschaft aus. 1927 gewann der Club zwar erneut die Meisterschaft, aber Riegel gehörte nicht zum Meisterteam.

### Nationalmannschaft
Riegel bestritt sieben Länderspiele für die A-Nationalmannschaft, für die er am 27. Juni 1920 in Zürich bei der 1:4-Niederlage gegen die Schweizer Nationalmannschaft debütierte. Seinen letzten Einsatz als Nationalspieler bestritt er am 29. Juni 1923 in Stockholm bei der 1:2-Niederlage gegen die Nationalmannschaft Schwedens.

## Ehrung
Nach Riegel wurde die Carl-Riegel-Trophäe benannt, die als Wanderpokal jeweils dem Verein überreicht wurde, der in den Jahren 1951 bis 1998 die Deutsche Amateurmeisterschaft gewinnen konnte. Heutzutage wird sie im Deutschen Fußballmuseum in Dortmund aufbewahrt.
2006 wurde zudem der Block 35 im Nürnberger Easycredit-Stadion im Zuge der Blockumbenennung nach ihm benannt.